# محمد عبد الله الصوملي
اللواء الركن محمد عبد الله الصوملي عسكري يمني (مواليد 1965 -) شهارة محافظة عمران.

## التعليم
خريج الكلية الحربية وتحصل على شهادة البكالريوس في العلوم العسكرية في عام 1984، وشهادة ليسانس شريعة وقانون عام 1988م، ثم ماجستير علوم عسكرية 1994م من كلية القيادة والأركان، ثم زمالة كلية الحرب العليا عام 2006م.

## المناصب
تدرج في عدد من المناصب العسكرية من قايد فصيلة إلى قائد سرية إلى قائد كتيبة إلى ركن تدريب اللواء 314 مدرع وتحمل مهام رئيس عمليات اللواء.
- في عام 1994م انتقل إلى قائد عمليات كتائب الغيضة إلى عام 2004م.
- في عام 2004م عين قائدا اللواء 107 مشاة في ثمود.
- عين قائدا لواء مشاة في المنطقة الوسطى بمأرب حتى مارس 2010م
- عين قائداً للواء 25 مشاة ميكا في مارس 2010 في محافظة أبين (المنطقة العسكرية الجنوبية سابقا).
- عين قائدا للواء 37 مدرع بالخشعة بحضرموت في 28 يونيو 2012م.
- عين قائدا للمنطقة العسكرية الأولى في 10 أبريل 2013 [2] واستمر حتى تاريخ تقديم استقالته عن العمل في 12 يوليو 2014 .

## الرتب العسكرية
رقي إلى رتبة عقيد عام 2000م، ثم رقي إلى رتبة عميد عام 2007م، وفي تاريخ 10 أبريل رقي إلى رتبة لواء وبقرار رئاسي وعين قائدا للمنطقة العسكرية الأولى في حضرموت.